# カラピンラセンソウ
カラピンラセンソウ（学名：Triumfetta semitriloba）はアオイ科ラセンソウ属の植物の一種。クロンキスト体系ではシナノキ科に分類される。

## 保全状況評価
絶滅危惧IB類 (EN)（環境省レッドリスト）
2007年の環境省レッドリストでは情報不足であったが、2012年には絶滅危惧IB類と評価された。